# Бразилско кино
Бразилското кино започва с рождението на аудиовизуалните средства в края на 19 век.
Първата кинематографска прожекция в Бразилия се провежда на 8 юли 1896 година на улица Rua do Ouvidor, в град Рио де Жанейро. Година по-късно вече има постоянна зала за прожекции на киното в Рио – Salão de Novidades Paris на Паскуал Сегрету.
Първите бразилски филми са заснети между 1897 и 1898 г. „Поглед към залив Гуанабара“ е заснет от италианския оператор Афонсу Сегрету на 19 юни 1898 г., след пристигането му от Европа на борда на кораба Brésil – но този филм, ако въобще е бил сниман, никога не е бил показан публично. И все пак 19 юни се смята за Ден на бразилското кино.
В средата на 20 век най-успешният бразилски режисьор е Анселму Дуарти, а от края на века международно признание получават и режисьори като братята Фабиу и Бруну Барету, Валтер Салис, Фернанду Мейрелис.